# Línguas tuparis
A família linguística tupari pertence ao tronco tupi e engloba as línguas ajuru, macurape, acuntsú, mequém, saquirabiar e tupari.

## Línguas
- Acuntsú
- Ajuru
- Macurape
- Mequém (Saquirabiape, Saquirabiar)
- Tupari — falada pelos índios tuparis. Até hoje é falada por este povo.[2] Na década de 1990, possuía 180 falantes.[3]

## Classificação
A classificação das línguas tuparis segundo Nikulin & Andrade (2020):
- Tupariano
  - Makurap
  - Tupariano nuclear
    - Wayoró–Tuparí
      - Wayoró
      - Tuparí

    - Corumbiara
      - Mekéns
      - Akuntsú

## O proto-tupari
O proto-tupari pode ser reconstituído. As tabelas apresentam sua fonologia.

### Vogais
|              | Anterior      | Central       | Posterior     |
| ------------ | ------------- | ------------- | ------------- |
| Fechado      | *i [i] *ĩ [ĩ] | *ɨ [ɨ] *ɨ̃ [ɨ̃] | *u [u] *ũ [ũ] |
| Vogal média  | *e [e] *ẽ [ẽ] |               |               |
| vogal aberta |               | *a [a] *ã [ã] |               |

As vogais o [o] e õ [õ] são considerados como alófonass de [u] e seu equivalente nasal.

### Consoantes
|                     |                     | Consoante bilabial | Consoante dental | Consoante palatal | Consoante velar | Consoante labial-velar | Consoante glotal |
| ------------------- | ------------------- | ------------------ | ---------------- | ----------------- | --------------- | ---------------------- | ---------------- |
| Consoante oclusiva  | Consoante surda     | *p [p]             | *t [t]           |                   | *k [k]          | *kw [kʷ]               | *’ [ʔ]           |
| Consoante oclusiva  | Consoante sonora    |                    |                  |                   | *g [g]          | *gw [gʷ]               |                  |
| Consoante fricativa | Consoante fricativa | *β [β]             |                  |                   |                 |                        | *h [h]           |
| Consoante africada  | Consoante surda     |                    | *c [t͡s]          |                   |                 |                        |                  |
| Consoante africada  | Prénasais           |                    | *(n)dz [n͡d͡z]     |                   |                 |                        |                  |
| Nasais              | Nasais              | *m [m]             | *n [n]           |                   | *ŋ [ŋ]          | *ŋw [ŋʷ]               |                  |
| Consoante líquida   | Consoante líquida   |                    | *r [r]           |                   |                 |                        |                  |
| Semivogais          | Semivogais          | *w [w]             |                  | *y [j]            |                 |                        |                  |

A pré-nasais, *mb [m͡b], *nd [n͡d], *ŋg [ŋ͡g] et *ŋgʷ [ŋ͡gʷ] são alófonas das nasais. O palatal *y [j] tem dois alófonos, *ñ [ɲ] e *ỹ [j̃].

### Vocabulário

#### Nikulin & Andrade (2020)
Algumas reconstruções de nomes de plantas e animais (Nikulin & Andrade 2020):
Notas
- TN = Tupariano nuclear
- WT = Wayoró–Tuparí

| Português            | Inglês              | Proto-Tupariano  | distribuição |
| -------------------- | ------------------- | ---------------- | ------------ |
| açaí                 | açaí                | *wiTʔi           |              |
| amendoim             | peanut              | *araːwi          | só TN        |
| animal de criação    | pet                 | *wõ              | só TN        |
| anta                 | tapir               | *ɨaːC            |              |
| arraia               | stingray            | *jao             |              |
| batata-doce          | sweet potato        | *wawo            |              |
| beija-flor           | hummingbird         | *pĩːT            |              |
| bicho-de-pé          | chigoe flea         | *ɲõK             |              |
| bugio                | howler monkey       | *jaɨ             |              |
| cachara              | barred sorubim fish | *ãnõrẽ           |              |
| caititu              | peccary             | *jaote           |              |
| carrapato            | tick                | *ŋgɨpiʔa         | só TN        |
| cipó-timbó           | timbó vine          | *tĩ(ː)K          |              |
| cobra                | snake               | *jaT             |              |
| coró de palmeira     | palm larva          | *ŋgoT            |              |
| cupim                | termite             | *ŋgoPʔi          |              |
| cutia                | agouti              | *wãkɨ̃ɲã          |              |
| escorpião            | scorpion            | *kʉ̃nĩŋga         |              |
| flor                 | flower              | *jiːT            |              |
| flor                 | flower              | *jiːT-ʔa         | só TN        |
| formiga-cortadeira   | leafcutter ant      | *wĩʔĩK           |              |
| formiga-de-correição | army ant            | *jakeK           |              |
| garça-branca-grande  | great egret         | *wakara          |              |
| gavião-real          | harpia              | *pãrĩ(õ)         |              |
| ingá                 | shimbillo           | *japoː ~ *jamboː | só TN        |
| inhame               | yam                 | *awa             |              |
| irara                | tayra               | *ãmãnã           |              |
| jabuti               | tortoise            | *mboKʔa          | só TN        |
| jacaré               | alligator           | *waco            |              |
| jacu                 | guan                | *wako            |              |
| lagarta              | caterpillar         | *ŋgeK            |              |
| lagarto              | lizard              | *ja(ː)ko         |              |
| mandioca             | manioc              | *mãɲĩ            |              |
| mel, abelha          | honey, bee          | *ewiT            |              |
| mutuca               | horsefly            | *mbiʔo           |              |
| mutuca               | horsefly            | *nẽcɨK           |              |
| mutum                | curassow            | *mĩcõ            |              |
| onça, cachorro       | jaguar, dog         | *amẽko           |              |
| papagaio             | parrot              | *aworo           |              |
| piolho               | louse               | *ŋgɨP            |              |
| sapo / rã sp.        | frog/toad sp.       | *wara(ː)C        | só TN        |
| tamanduá             | anteater            | *wejaP           | só TN        |
| tamanduá-mirim       | collared anteater   | *ndɨrɨ           |              |
| tatu                 | armadillo           | *jajo            |              |
| tocandira            | bullet ant          | *ŋgapi(-ʔa)      |              |
| tocandira            | bullet ant          | *jaTʔa           | só WT        |
| traíra               | trahira fish        | *mbiriʔa         |              |
| tucano               | toucan              | *ɲõkãT           |              |
| verme                | worm                | *atĩK            |              |
| vespa                | wasp                | *ŋgaP            |              |

#### Moore & Galucio (1994)
Algumas reconstruções de nomes de plantas e animais (Moore & Galucio 1994):
| Português                 | Inglês                    | Proto-Tupari |
| ------------------------- | ------------------------- | ------------ |
| batata-doce               | sweet potato              | *gwagwo      |
| anta                      | tapir                     | *ɨkwaay      |
| arara                     | macaw                     | *pet+'a      |
| peixe                     | fish                      | *pot         |
| galinha                   | fowl                      | *õkɨra       |
| castanha-do-pará (árvore) | Brazil nut tree           | *kãnã        |
| castanha-do-pará (árvore) | Brazil nut tree           | *arao        |
| açaí (palmeira)           | assai (palm)              | *gwit+'i     |
| banana                    | banana                    | *ehpiip      |
| algodão                   | cotton                    | *ororo       |
| jenipapo                  | genipap                   | *tsigaap     |
| amendoim                  | peanut                    | *araɨgwi     |
| pimenta                   | pepper                    | *kõỹ         |
| tatu                      | armadillo                 | *ndayto      |
| cobra                     | snake                     | *Dat/*daat   |
| lagarto                   | lizard                    | *Dako        |
| tartaruga                 | turtle                    | *mbok+'a     |
| jacaré                    | caiman                    | *gwaYto      |
| caranguejo                | crab                      | *kera        |
| urucum                    | achiote                   | *ŋgop        |
| paca                      | paca                      | *gwãnãmbiro  |
| veado                     | deer                      | *ɨtsɨɨ       |
| cachorro                  | dog                       | *ãŋwẽko      |
| jaguatirica               | ocelot                    | *ãŋwẽko Dĩĩt |
| cutia                     | agouti                    | *ŋwãkɨ̃ỹã     |
| morcego                   | bat                       | *ŋwari+'a    |
| quati                     | coati                     | *pi'it       |
| macaco-prego              | capuchin monkey           | *sahkɨrap    |
| coatá                     | spider monkey             | *ãrĩmẽ       |
| jupará                    | honey marten’ (kinkajou?) | *ãmãnã       |
| caititu                   | peccary                   | *Daotse      |
| caititu                   | collared peccary          | *Daotsey     |
| piolho                    | louse                     | *ãŋgɨp       |
| pulga                     | flea                      | *ñõk         |
| vespa                     | wasp                      | *ŋgap        |
| cupim                     | termite                   | *ŋgub+i      |
| formiga grande            | big ant                   | *Dat+'a      |
| barata                    | cockroach                 | *a           |
| barata                    | cockroach                 | *eβape       |
| cigarra                   | cicada                    | *ŋõtŋõna     |
| escorpião                 | scorpion                  | *kɨtnĩŋã     |
| caracol                   | snail                     | *ɨ̃ỹã         |
| piranha                   | piranha                   | *ipñãỹ       |
| surubim                   | surubim                   | *ãnõrẽ       |
| mandi                     | mandi                     | *mõkoa       |
| tucano                    | toucan                    | *yo          |
| tucano                    | toucan                    | *ñõkãt       |
| pato                      | duck                      | *ɨpek        |
| urubu                     | vulture                   | *ɨβe         |
| urubu                     | vulture                   | *ako         |
| gavião                    | hawk                      | *kẽỹ+'ã      |
| beija-flor                | hummingbird               | *mĩnĩt       |
| coruja                    | owl                       | *popoβa      |
| perdiz                    | partridge                 | *kwãŋwã      |